# Arnulf ze Soissons
Arnulf ze Soissons (fr. Arnoult de Soissons nebo Arnoult d'Audenarde, 1040? Pamela -1085/1087?) byl biskup v Soissons a příslušník benediktinského řádu.

## Život
Pocházel ze vznešené rodiny. Žil jako rytíř, kterého čekala vojenská kariéra. Roku 1060 složil sliby benediktinského řádu a žil jako poustevník u kláštera sv. Medarda v Soissons. Roku 1076 se stal opatem a 1081 biskupem. Byl zastáncem reformního úsilí papeže Řehoře VII. Protože se snažil zajistit Flandrům klid, bývá označován "apoštolem míru". V roce 1085 se vzdal biskupského úřadu a odešel do kláštera Altenburg ve Vlámsku, aby zde dožil. Roku 1121 jej papež Kalixt II. blahořečil.

## Vyobrazení
Ve výtvarném umění bývá zobrazován i jako vlk, protože ten ho údajně objevil, když se ukrýval, aby unikl volbě opatem. Jako patron sládků bývá také zobrazován s dlouhými vidlemi. Dnem jeho svátku je 15. srpen.